# Karang Anyar (Pamenang Barat)
Karang Anyar is een bestuurslaag in het regentschap Merangin van de provincie Jambi, Indonesië. Karang Anyar telt 1155 inwoners (volkstelling 2010).